# Bitwa pod Rawą Ruską (1914)
Bitwa pod Rawą Ruską – starcie zbrojne stoczone w dniach 3–11 września 1914 roku, pomiędzy siłami austro-węgierskimi i rosyjskimi. Była to część tzw. bitwy galicyjskiej.

## Sytuacja ogólna
2 września 4 Armia austro-węgierska gen. Moritza Auffenberga zakończyła sukcesem operację pod Komarowem. Po odrzuceniu wroga, siły 4 Armii skierowano na południe, w celu wsparcia 3 Armii gen. Rudolfa Brudermanna, która ponosiła poważne straty. Odejście wojsk Auffenberga spowodowało jednak powstanie luki pomiędzy siłami austro-węgierskimi (na północny wschód od Sandomierza pozostała tylko 1 Armia gen. Victora Dankla). Wykorzystując powstałą lukę, na uderzenie zdecydował się gen. Nikołaj Ruzski, dowódca rosyjskiej 3 Armii. Samą operacją dowodził jednak gen. Radko Dimitrijew, ponieważ zastąpił on Ruzskiego awansowanego na dowódcę frontu północno-zachodniego w dniu 3 września.

## Bitwa
Część sił rosyjskiej 3 Armii (9 dywizji) skierowała się na zachód, gdzie pod Rawą Ruską wpadła na idące ku siłom Brudermanna oddziały 4 Armii Auffenberga (także 9 dywizji z samym dowódcą na czele). Nagły atak Rosjan zupełnie zaskoczył wojska Auffenberga, które zostały szybko okrążone. Po kilku dniach zaciętej obrony oddziały austro-węgierskie zdołały 11 września przedrzeć się na południe, a następnie skierowały się w kierunku Lwowa, gdzie zaczynała się linia obrony austro-węgierskiej 3 Armii.

## Skutki
W trakcie bitwy Austro-Węgrzy ponieśli poważne straty w ludziach i sprzęcie. Winą za porażkę obarczono Auffenberga, co przyspieszyło jego przeniesienie w stan spoczynku w dniu 30 września. Na stanowisku dowódcy 4 Armii zastąpił go arcyksiążę Józef Ferdynand, wywodzący się z Habsburgów linii toskańskiej.